# TM 31-210 Improvised Munitions Handbook
O TM 31-210 Improvised Munitions Handbook (Manual de Munições Improvisadas TM 31-210) é um manual técnico de 256 páginas do Exército dos Estados Unidos destinado às Forças Especiais do Exército dos Estados Unidos. Foi publicado pela primeira vez em 1969 pelo Departamento do Exército.
Como muitos outros manuais militares dos EUA que tratam de dispositivos explosivos improvisados (também conhecido em inglês pela sigla IEDs) e guerra não convencional, foi desclassificado e lançado no domínio público como resultado de disposições como a Lei de Liberdade de Informação (também conhecido em inglês pela sigla FOIA), e agora está disponível gratuitamente ao público em formato eletrônico e impresso.
O manual descreve a fabricação de vários tipos de munições a partir de materiais prontamente disponíveis, de pilhas de lixo, produtos químicos domésticos comuns e suprimentos adquiridos em lojas regulares. 
O manual é uma das melhores referências oficiais sobre a fabricação de dispositivos explosivos improvisados (IEDs), e algumas das armas nele descritas foram usadas contra tropas dos EUA por tropas estrangeiras. Por exemplo, a armadilha da granada de mão numa lata foi usada contra as tropas dos EUA no Vietname, e o temporizador de água num balde foi usado pelos guerrilheiros afegãos para lançar foguetes contra bases militares dos EUA.

## Seções
O manual TM 31-210 consiste em sete seções principais:
- Explosivos e propelentes (incluindo ignitores)
- Minas e granadas
- Armas leves e munições
- Morteiros e foguetes
- Dispositivos incendiários
- Rastilhos, detonadores e mecanismos de atraso
- Diversos

A seção Diversos trata da produção de vários tipos de mecanismos de gatilho (pressão, liberação de pressão, tração, etc.), uma balança de precisão improvisada, baterias elétricas, barricadas improvisadas à prova de balas e muito mais. O manual termina com dois apêndices, que tratam brevemente das propriedades de alguns explosivos primários e secundários.

## Cultura popular
O manual TM 31-210 apareceu como um "ovo de Páscoa" no filme de animação CGI de 1995, Toy Story. Na cena em que Woody está preso sob uma caixa de plástico azul no quarto de Sid, é possível ver atrás dele um documento intitulado "TM 31-210 Improvised Interrogation Handbook" (Manual de Interrogatório Improvisado TM 31-210), uma referência clara ao documento real.